# Heodes alciphron
Heodes alciphron är en fjärilsart som beskrevs av S.A. von Rottemburg 1775. Heodes alciphron ingår i släktet Heodes och familjen juvelvingar. Inga underarter finns listade i Catalogue of Life.